# Pirmasenser Felsenwald
Der Pirmasenser Felsenwald ist ein 13,7 Kilometer langer Rundwanderweg am Südwestrand des Mittleren Pfälzerwaldes bzw. am Ostrand des Zweibrückener Westrich. Er verläuft durch ein Waldgebiet östlich von Pirmasens, in dem sich eine Vielzahl von Buntsandsteinfelsformationen befinden. Die Konzeption des Rundwanderwegs orientiert sich an einer Wegführung, bei der in einem Gebiet auf teilweise verschlungenen Pfaden möglichst viele markante Felsformationen erreicht werden. Hier besteht eine Ähnlichkeit zum deutlich längeren Rodalber Felsenwanderweg. Der Rundweg ist vom Deutschen Wanderinstitut als Prädikatswanderweg zertifiziert.

## Lage
Der Pirmasenser Felsenwald liegt im Biosphärenreservat Pfälzerwald-Vosges du Nord und im Naturpark Pfälzerwald. Der Rundwanderweg befindet sich im rheinland-pfälzischen Landkreis Südwestpfalz und geographisch am Südwestrand des Mittleren Pfälzerwaldes bzw. am Ostrand des Zweibrückener Westrich. Er gehört zum überwiegenden Teil zur Gemarkung der Stadt Pirmasens. Nur das Forsthaus Beckenhof gehört zur Gemarkung von Münchweiler an der Rodalb, das Waldhaus Starkenbrunnen zur Gemarkung von Lemberg. Das als Westrich bezeichnete Waldgebiet wird durch die Täler des Lamsbachs im Norden und Westen und der Rodalb im Südosten begrenzt. Wesentliche Erhebungen sind der Glasberg (416,7 m) und der Kleine Arius (433 m). Das Waldgebiet gehört zum Staatsforst Westrich, der vom Forstamt Westrich betreut wird.

## Wegverlauf
Der Rundwanderweg kann von verschiedenen Ausgangspunkten erwandert werden. An jedem Ausgangspunkt gibt es entsprechende Wandertafeln zur Erklärung des Wegverlaufs. Mögliche Start- und resultierende Endpunkte sind die Wanderparkplätze am Eisweiher am östlichen Rand von Pirmasens, am Forsthaus Beckenhof, an dem Waldhaus Starkenbrunnen des Pfälzerwald-Vereins und im Pirmasenser Ortsteil Ruhbank. Ein beispielhafter Ausgangspunkt am Eisweiher bietet die Einkehrmöglichkeiten nach etwa der Hälfte der Wegstrecke. Aufsteigend aus dem Tal des Dankelsbaches verläuft der Weg zunächst über etwa vier Kilometer in nordöstliche Richtung an der Südostseite des langgestreckten Bergrückens des Glasberges entlang und wendet sich dann im Glastal gegen Süden. Über weitere etwa fünf Kilometer wird der Bergrücken des Kleinen Arius in Richtung des Rodalbtales überschritten. Dort wendet sich der Weg in Richtung Westen, um im Verlauf nördlich des Sengelsberges und des Ortes Ruhbank den Ausgangspunkt wieder zu erreichen. Auf der Wegstrecke findet sich eine Vielzahl von Felsformationen. In der Reihenfolge werden die folgenden markanten Felsen erreicht, die allesamt als Naturdenkmale ausgewiesen sind.
- Kugelfelsen (ND-7317-188)
- Gebetbuch (ND-7317-175)
- Luitpoldfelsen (ND-7317-191)
- Gebrochener Felsen (ND-7317-184)
- Schillerwand (ND-7317-185)
- Felsentor (ND-7317-189)
- Kanzelfelsen (ND-7317-176)
- Geißenfelsen (ND-7317-174)
- Ambossfelsen (ND-7317-182)
- Philippsruhe (ND-7317-177)

Einzelfelsen (Beispiele)
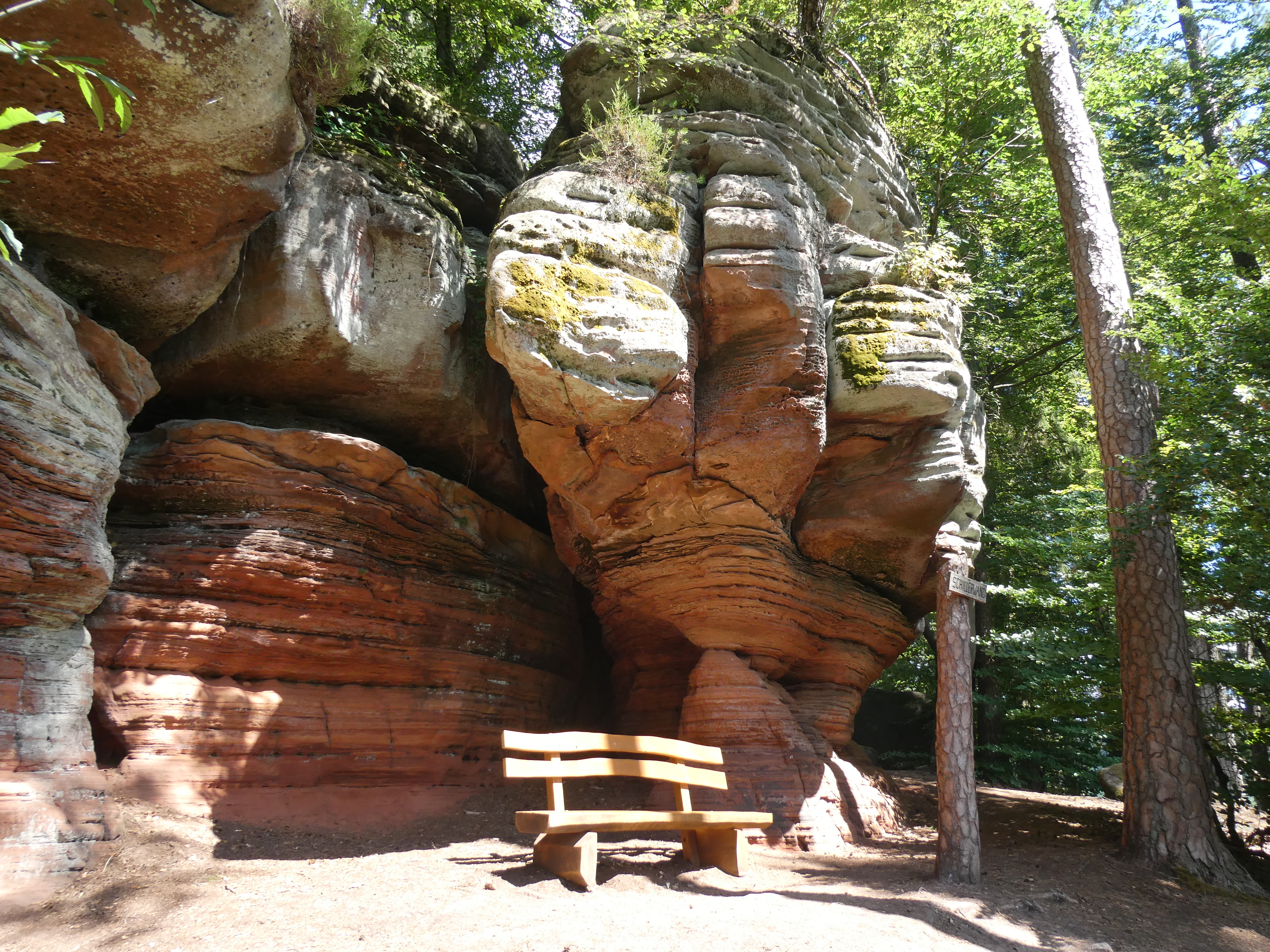
Schillerwand
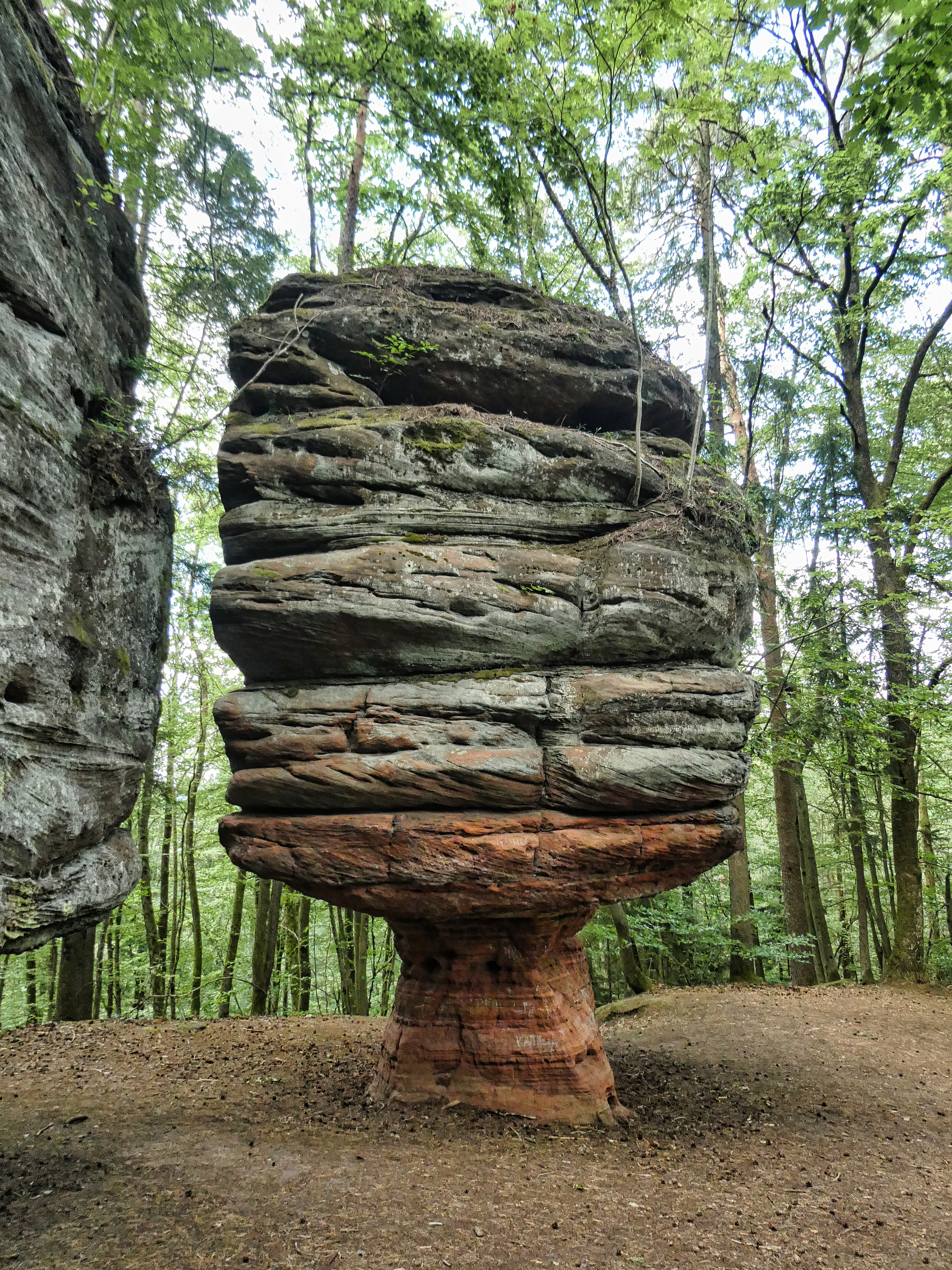
Kanzelfelsen
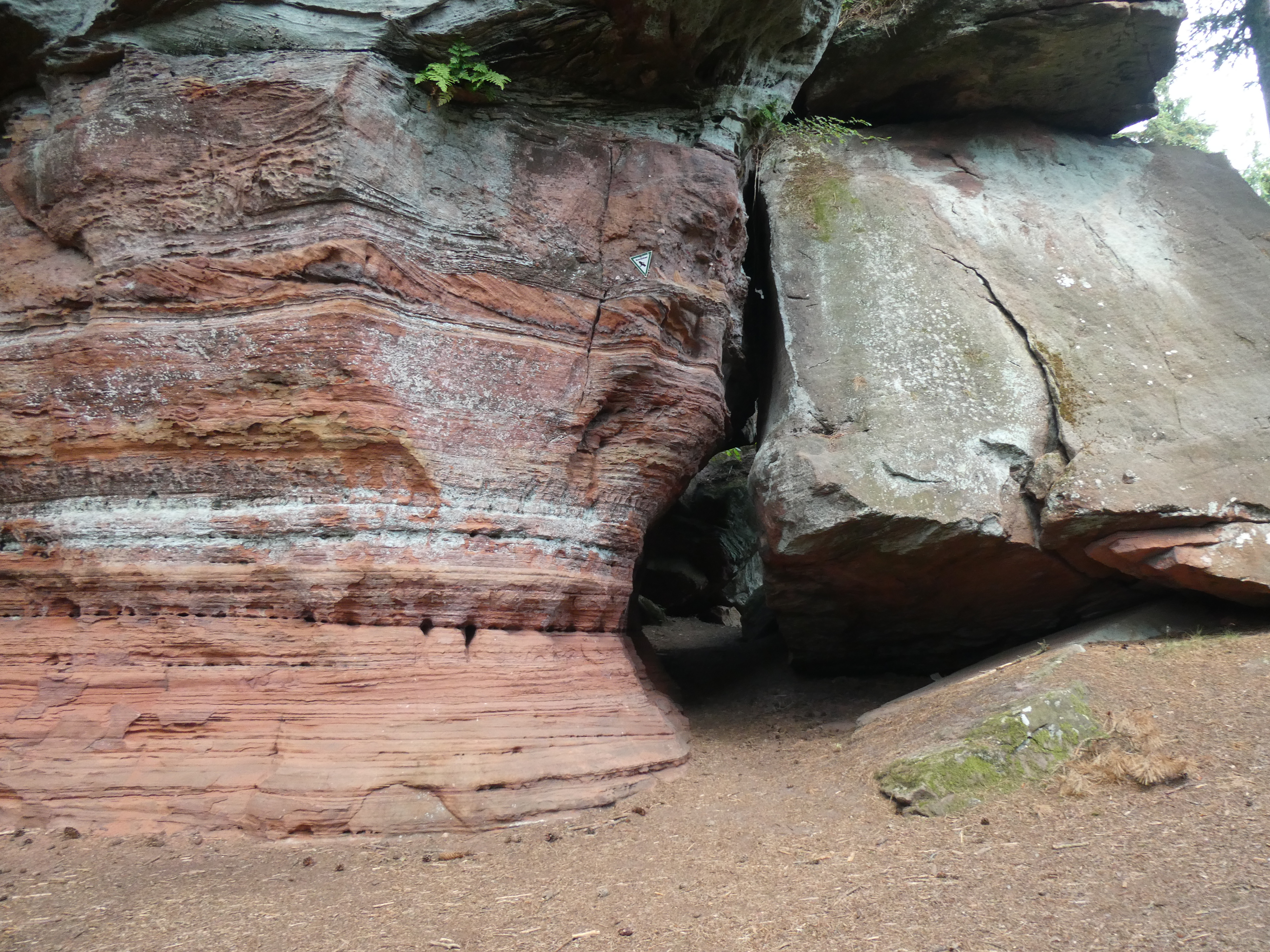
Gebrochener Fels
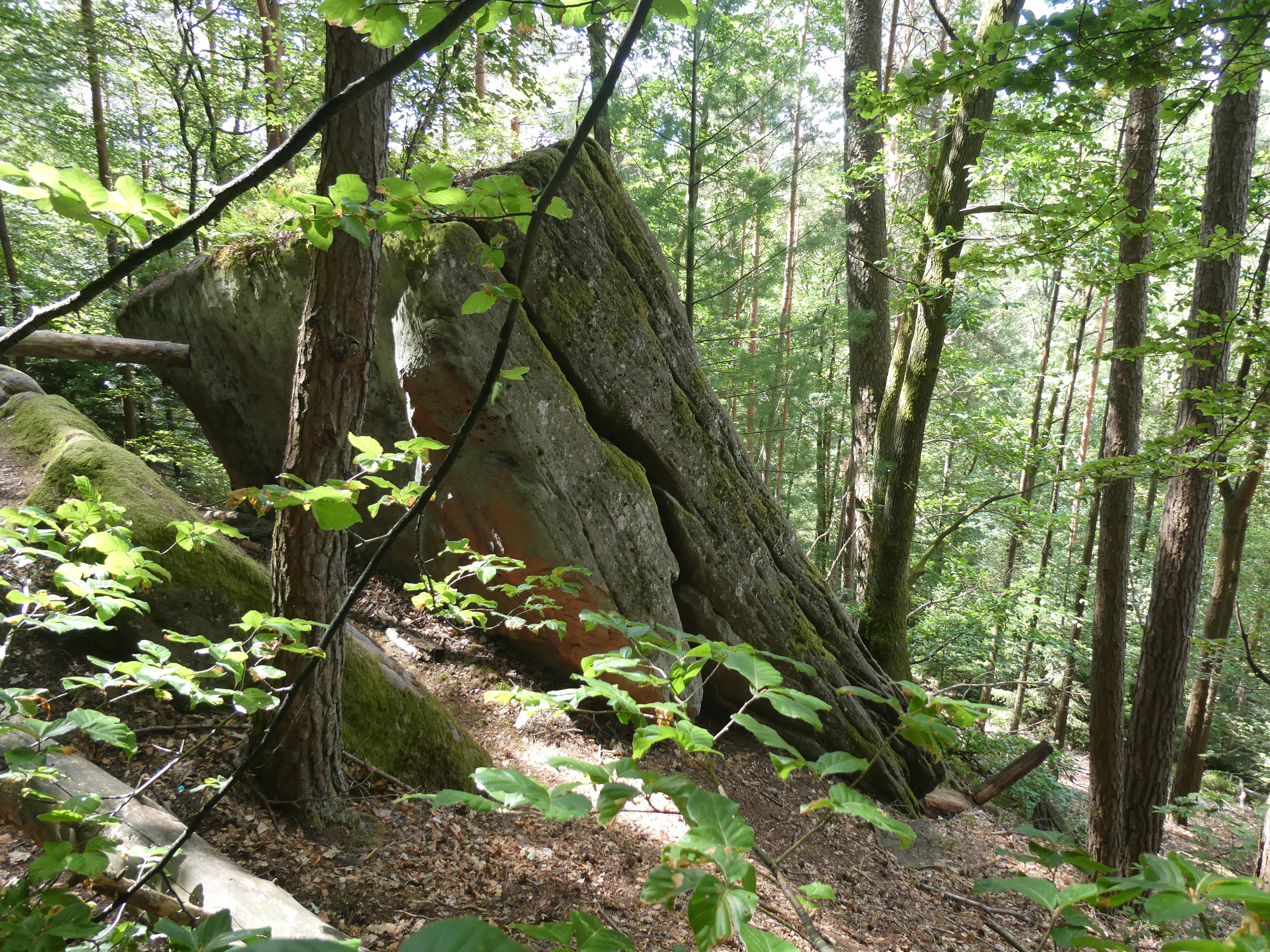
Gebetbuch

Je nach Ausgangspunkt und Begehung des Rundweges im oder entgegen dem Uhrzeigersinn ergibt sich eine entsprechend andere Reihenfolge der Felsen.